# A History of Violence (album)
A History of Violence è il sesto album del gruppo musicale hip hop statunitense Jedi Mind Tricks, pubblicato l'11 novembre 2008 e distribuito da Babygrande Records, etichetta del gruppo. L'album vede il ritorno di Jus Allah come membro dei Jedi Mind Tricks.

## Ricezione
| Recensione | Giudizio |
| ---------- | -------- |
| AllMusic   | positivo |
| RapReviews | [ 2 ]    |
| HipHopDX   | [ 3 ]    |
| Spin       | [ 4 ]    |

L'album è accolto positivamente dalla critica e vende 4 451 copie fisiche nella sua prima settimana entrando nella Billboard 200.
Steve Juon di RapReviews, recensisce positivamente il prodotto, apprezzando la produzione di Stoupe e il fatto che Vinnie Paz sia rimasto un artista puramente hardcore sin da inizio carriera: «il giorno in cui Vinnie Paz smetterà di fare rap violenti e passerà al pop sarà il giorno in cui gli M.O.P. faranno un duetto con Katy Perry.»

## Tracce
Musiche di Stoupe The Enemy Of Mankind.
1. Intro – 1:06
2. Deathbed Doctrine – 4:23
3. Deadly Melody (featuring Block McCloud & Demoz) – 4:33
4. Monolith – 3:38
5. Those with No Eyes (Interlude) – 1:21
6. Trail of Lies – 4:27
7. Heavy Artillery – 3:41
8. Seance of Shamans (featuring Doap Nixon & OuterSpace) – 4:09
9. Geometry in Static (Interlude) – 0:50
10. Godflesh (featuring Block McCloud & King Magnetic) – 4:08
11. Terror (featuring Demoz) – 4:02
12. Butcher Knife Bloodbath – 3:55
13. The Sixth Gate Shines No More (Interlude) – 0:48
14. Death Messiah (featuring Dutch) – 4:14

Durata totale: 45:15

## Classifiche
| Classifica (2008)         | Posizione massima |
| ------------------------- | ----------------- |
| Stati Uniti               | 169               |
| US Heatseekers Albums     | 6                 |
| US Independent Albums     | 19                |
| US Tastemakers            | 12                |
| US Top Rap Albums         | 21                |
| US Top R&B/Hip-Hop Albums | 49                |